# Herbert Edelsbrunner
Herbert Edelsbrunner (Graz, 14 de março de 1958) é um informático e matemático austríaco. Trabalha com geometria computacional e topologia
Herbert Edelsbrunner obteve o diploma de graduação em 1980 e um doutorado na Universidade Técnica de Graz em 1982, orientado por Hermann Maurer, com a tese Intersection problems in computational geometry. Em seguida foi por pouco tempo assistente em Graz e a partir de 1985 foi professor na Universidade de Illinois em Urbana-Champaign (a partir de 1990 foi Full Professor) e a partir de 1999 na Universidade Duke. Desde 2009 é professor no Institute of Science and Technology Austria (ISTA) em Klosterneuburg.
Foi professor visitante no Laboratório Nacional de Lawrence Livermore, na Berlin Mathematical School e na Escola Normal Superior de Paris, e também Moore Scholar no Instituto de Tecnologia da Califórnia (Caltech). Foi diversas vezes pesquisador convidado do Thomas J. Watson Research Center da IBM.
Em 1996 fundou com sua ex-mulher Ping Fu, então diretora de visualização do National Center for Supercomputing Applications, a Firma Geomagic (na época Raindrop Geomagic), que produzia software para modelagem geométrica tridimensional. Herbert Edelsbrunner desenvolveu entre outros o software Alpha Shapes especial para modelagem de moléculas. Com Ernst Peter Mücke desenvolveu um procedimento automático para algoritmos geométricos robustos.
Em 2012 apresentou uma palestra plenária no Congresso Europeu de Matemática em Cracóvia (Persistent homology and applications). Em 2008 foi eleito membro da Academia Leopoldina e em 2005 da Academia de Artes e Ciências dos Estados Unidos. Em 2006 recebeu um título de Dr. honoris causa da Universidade Técnica de Graz e recebeu o Prêmio Alan T. Waterman de 1991.

## Obras
- Algorithms in combinatorial geometry, Springer Verlag 1987
- Computational Topology, American Mathematical Society 2009
- Geometry and Topology for Mesh Generation, Cambridge University Press 2001